# 普安县
普安县是中华人民共和国贵州省黔西南布依族苗族自治州下属的一个县。
本地出产煤。
當地小吃主要有臭豆腐，羊肉米線，牛肉米線等。

## 行政区划
普安县下辖4个街道办事处、8个镇、2个乡：
盘水街道、南湖街道、茶源街道、九峰街道、龙吟镇、兴中镇、江西坡镇、地瓜镇、青山镇、楼下镇、罗汉镇、新店镇、白沙乡和高棉乡。

## 交通
- 320国道过境。